# Nevado Chachani
Nevado Chachani je neaktivní andezitovo-dacitový stratovulkanický komplex. Nachází se v Peru, asi 15 km od města Arequipa. Vulkán sestává z více lávových dómů (zabírají plochu 320 km2), samotného stratovulkánu a stěn staršího štítového vulkánu. Většina vulkanických forem komplexu pochází z pleistocénu, ale lávový proud na jihozápadním svahu je mnohem mladší.